# Захват дивизиона буров британцами
«Захват дивизиона буров британцами» (англ. Capture of Boer Battery by British) — американский чёрно-белый немой короткометражный драматический документально-художественный фильм, снятый Джеймсом Уайтом для компании Edison Manufacturing Company в 1900 году. Это один из первых фильмов о войне в истории кинематографа.
Фильм продолжительностью в одну минуту изображает сопротивление горцев Гордона встречному огню наступления буров во время англо-бурской войны. Он был снят в Уэст-Ориндже (штат Нью-Джерси, США), и выпущен 14 апреля 1900 года.

## Сюжет
В фильме запечатлён бой между бурской стрелковой батареей и линейным пехотным полком гордонов британской армии во время англо-бурской войны. Батарея в конце концов выталкивается шотландскими солдатами. Буры, которые не убежали вовремя, были убиты.
Хотя в фильме показана храбрость и сокрушительная победа солдат Британской империи, первая англо-бурская война на самом деле была выиграна бурами.